# Ледовый поход Балтийского флота
Ледовый поход Балтийского флота — операция по спасению кораблей Балтийского флота от захвата германскими и финскими войсками и переводу их из Гельсингфорса в Кронштадт. Была осуществлена в тяжёлых ледовых условиях февраля — мая 1918 года. Операцией руководил начальник Морских сил Балтийского моря Алексей Щастный. В результате операции были спасены от захвата и перебазированы 236 кораблей и судов, включая 6 линкоров, 5 крейсеров, 59 эсминцев, 12 подводных лодок.

## Операция

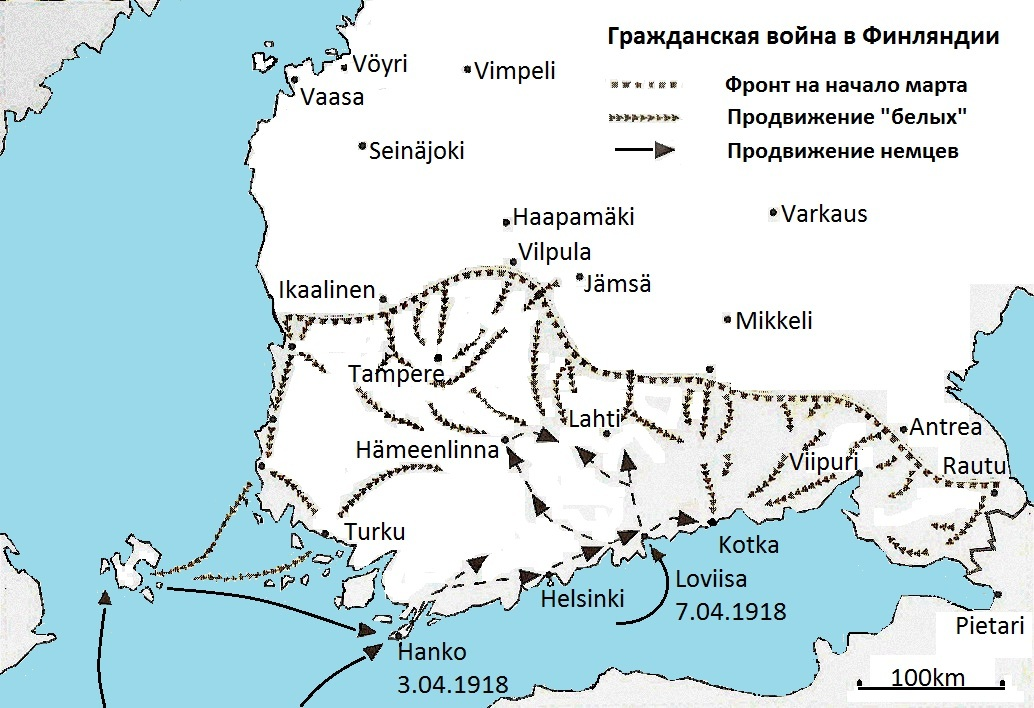
Боевые действия в Южной Финляндии в ходе Гражданской войны

В феврале 1918 года корабли Балтийского флота, находившиеся в Ревеле, были перебазированы в Гельсингфорс, что спасло их от захвата немецкими войсками, 18 февраля перешедшими в наступление по всему фронту. Последние корабли покинули Ревель 25 февраля — в день, когда в город вошли немцы. Переходом руководил Алексей Щастный, 1-й помощник начальника военного отдела Центробалта, фактически командовавший Балтийским флотом.
Согласно подписанному 3 марта 1918 года Брестскому миру (статья 6), все русские корабли должны были покинуть финляндские порты, причём предусматривалось, что до тех пор, пока лёд не позволяет осуществить переход, на кораблях должны были оставаться лишь «незначительные команды», которые легко могли быть нейтрализованы немцами.
5 марта германский флот прибыл к Аландским островам, которые в дальнейшем использовались как база для германской интервенции в Финляндию.
В связи с реальной опасностью захвата германскими и финскими войсками кораблей Балтийского флота, базировавшихся в Гельсингфорсе, советское правительство приняло решение о немедленном переводе флота в Кронштадт. Этой операцией также руководил Щастный.
Первоначально 12 марта в сопровождении двух ледоколов вышли из Гельсингфорса четыре линейных корабля и три крейсера, которые прибыли в Кронштадт 17 марта.
3 апреля на полуострове Ханко высадилась немецкая Балтийская дивизия (12 тысяч бойцов), а 7 апреля в районе Ловиисы высадился отряд полковника Бранденштейна (около 3000 штыков и 12 орудий). В этот же день находившийся в Ханко и запертый льдами в порту дивизион подводных лодок типа «АГ» вместе с плавбазой «Оланд» был взорван и затоплен экипажами, которые затем выехали поездом в Гельсингфорс. 5 апреля 1918 года делегация, направленная Щастным, подписала в Ханко с германским контр-адмиралом Х.-К.-А. Мойрером соглашение о невмешательстве русского флота в боевые действия в Финляндии, причем часть делегатов немцы оставили у себя до начала мая 1918 года в качестве заложников. Доктор исторических наук Кирилл Назаренко пришёл к выводу, что немцы не ставили перед своими войсками задачу захвата русских кораблей.
4 апреля из Гельсингфорса вышел второй отряд Балтийского флота (два линкора, два крейсера, две подводные лодки), который прибыл в Кронштадт 10 апреля (исключая одну из подводных лодок, получившую повреждение и вернувшуюся в Гельсингфорс). Таким образом, крупнейшие корабли флота оказались вне опасности захвата противником.
5 апреля Щастный был официально назначен начальником Морских сил Балтийского моря (фактически исполнял эти обязанности уже в марте, после смещения с этой должности А. В. Развозова). В это время он готовил к выходу третий отряд кораблей (45 эсминцев, три миноносца, десять подводных лодок, пять минных заградителей, шесть тральщиков, одиннадцать сторожевых кораблей, 81 вспомогательное судно), который был отправлен из Гельсингфорса пятью эшелонами в период с 7 по 11 апреля. Позднее эти корабли соединились в один эшелон при поддержке четырёх ледоколов. Сам Щастный покинул Гельсингфорс на штабном корабле «Кречет» 11 апреля, когда на подступах к городу уже шли бои с наступающими немецкими войсками (город был взят 14 апреля).
20 апреля третий отряд кораблей под командованием Щастного прибыл в Кронштадт. За время похода не было потеряно ни одно судно, несмотря на резкое ослабление дисциплины, связанное с революционными событиями.
В мае 1918 года по приказу Льва Троцкого Щастный был арестован «за преступления по должности и контрреволюционные действия» и 21 июня был приговорён к расстрелу. В 4 часа 40 минут 22 июня Алексей Щастный был расстрелян в скверике Александровского военного училища. Расстрел осуществили латышские стрелки.
По словам историка белой эмиграции Сергея Мельгунова, «капитан Щастный спас остаток русского флота в Балтийском море от сдачи немецкой эскадре и привёл его в Кронштадт. Он был обвинён, тем не менее, в измене. Обвинение было сформулировано так: „Щастный, совершая геройский подвиг, тем самым создавал себе популярность, намереваясь впоследствии использовать её против советской власти“. Главным и единственным свидетелем против Щастного выступил Троцкий. Щастный был расстрелян „за спасение Балтийского флота“».